# Houston Alianza
Houston Alianza is een voormalige Amerikaanse voetbalclub uit Houston, Texas. De club werd opgericht in 1988 en opgeheven in 1991. De club speelde vier seizoenen lang in de Lone Star Soccer Alliance, daarin werd twee keer de play-offs gehaald.